# Le Roi Lear (téléfilm, 1965)
Pour les articles homonymes, voir Lear.
Pour plus de détails, voir Fiche technique et Distribution.
Le Roi Lear est un téléfilm français, réalisé par Jean Kerchbron, est diffusé sur la 1re chaîne de l'ORTF le 13 février 1965.

## Fiche technique
- Titre original : Le Roi Lear
- Réalisation : Jean Kerchbron
- Scénario : Yves Bonnefoy (translation)
- Histoire : William Shakespeare, d'après sa pièce éponyme
- Costume : Jacques Hélion
- Musique : Yves Baudrier
- Pays d'origine : France
- Année : 1965
- Langue originale : français
- Format :
- Genre : drame
- Durée : minutes

## Distribution
- Michel Etcheverry : Le Roi Lear
- Paloma Matta : Cordélia
- Raoul Guillet : le Duc d'Albany
- Jean-Pierre Bernard : le Duc de Cornouailles
- François Chaumette : le Comte de Kent
- Jean-Paul Moulinot : le Comte de Gloucester
- Simon Eine : Edmond
- Guy Piérauld : le fou du Roi
- Pierre Tabard : Edgar
- Dominique Vincent : Goneril
- Silvia Monfort : Regan
- Clément Bairam : …
- Maurice Coussonneau : …
- Claude d'Yd : …
- Claude Debord : …
- Pierre Duncan : …
- Bernard Garnier : …
- Jean Sagols : …